# Reign de Seattle (NWSL)
Ne doit pas être confondu avec Reign de Seattle (ABL).
Maillots
Actualités
Le Seattle Reign FC, (en français : « le règne de Seattle Football Club »), est un club franchisé américain de soccer féminin basé à Seattle, dans l'État de Washington.
L'équipe première évolue en National Women's Soccer League (NWSL) depuis sa création en 2013 et joue au Lumen Field.

## Histoire
Fondé en 2012 sous le nom de Reign FC de Seattle (en anglais : Seattle Reign FC), il est l'un des huit membres inauguraux de la National Women's Soccer League (NWSL). Le club prend le nom de Reign FC en 2019 lorsque le club se déplace de Seattle à Tacoma. L'équipe a remporté avec Laura Harvey, leur première entraîneuse, deux NWSL Shield en 2014 et 2015.
Le 25 novembre 2019, l'Olympique lyonnais annonce être en « discussions exclusives » en vue de l'acquisition de la franchise, qui a pour but de finaliser la transaction avant le 31 janvier 2020. La holding doit être détenue à 89,5 % par OL Groupe, à 7,5 % par Bill Predmore et à 3 % par l’ancien basketteur Tony Parker. Jean-Michel Aulas, PDG d'OL Groupe, annonce début janvier 2020 lors de la cérémonie des vœux 2020 que le club sera renommé « OL Reign ». Le nouveau nom du club est officialisé le 6 mars 2020, en même temps qu'un nouveau logo intégrant un lion, symbole historique de la ville de Lyon, et reprenant également les couleurs bleu-rouge-or de l'Olympique lyonnais. Le club conserve tout de même son surnom, The Bold, qui se trouve comprendre en son cœur les initiales du groupe.
Le 27 mai 2020, l'OL Reign annonce la reprise de la compétition avec sa participation au tournoi NWSL Challenge Cup 2020 qui se déroule du 27 juin au 26 juillet.
Le 10 janvier 2024, le club retrouve son ancien nom, le Seattle Reign, et son ancienne identité visuelle sur fond de spéculations de revente de la franchise par OL Groupe. Le 17 mars 2024, il a été annoncé que la société de capital-investissement Carlyle Group, en collaboration avec les Sounders de Seattle, avait conclu un accord pour acheter la participation de 97 % d'OL Groupe dans Seattle Reign pour 58 millions de dollars ; l'achat est soumis à l'approbation de la NWSL et de la MLS. La transaction a été finalisée le 17 juin 2024.

### Identité visuelle (logo)

2013-2018.
2019.
2020-2023.
Depuis 2024.

## Résultats sportifs

### Palmarès
Le Reign est à deux reprises finaliste du championnat des États-Unis en 2014 et 2015, s'inclinant contre le FC Kansas City, il remporte cependant ces deux mêmes années le trophée du NWSL Shield.
- National Women's Soccer League
  - Finaliste en 2014 et 2015

- NWSL Shield (3) 
  - Vainqueur en 2014, 2015 et 2022

- The Women's Cup (1) 
  - Vainqueur en 2022

### Bilan saison par saison
Le tableau suivant récapitule le parcours saison par saison du Reign FC en National Women's Soccer League (NWSL).
| Saison | Saison régulière | Saison régulière | Saison régulière | Saison régulière | Saison régulière | Saison régulière | Saison régulière | Position | Playoffs NWSL  | Challenge Cup     | Meilleure buteuse                | Entraîneur(se)              | Affluence moyenne |
| Saison | M                | V                | N                | D                | BP               | BC               | Pts              | Position | Playoffs NWSL  | Challenge Cup     | Meilleure buteuse                | Entraîneur(se)              | Affluence moyenne |
| ------ | ---------------- | ---------------- | ---------------- | ---------------- | ---------------- | ---------------- | ---------------- | -------- | -------------- | ----------------- | -------------------------------- | --------------------------- | ----------------- |
| 2013   | 22               | 5                | 3                | 14               | 22               | 36               | 18               | 7e/8     | Non qualifié   | —                 | Megan Rapinoe (5)                | Laura Harvey                | 2 306             |
| 2014   | 24               | 16               | 6                | 2                | 50               | 20               | 54               | 1er/9    | Finaliste      | —                 | Kim Little (17)                  | Laura Harvey                | 3 666             |
| 2015   | 20               | 13               | 4                | 3                | 41               | 21               | 43               | 1er/9    | Finaliste      | —                 | Kim Little Bev Yanez (10)        | Laura Harvey                | 4 060             |
| 2016   | 20               | 8                | 6                | 6                | 29               | 21               | 30               | 5e/10    | Non qualifié   | —                 | Manon Melis (7)                  | Laura Harvey                | 4 602             |
| 2017   | 24               | 9                | 7                | 8                | 43               | 37               | 34               | 5e/10    | Non qualifié   | —                 | Megan Rapinoe (12)               | Laura Harvey                | 4 037             |
| 2018   | 24               | 11               | 8                | 5                | 27               | 19               | 41               | 3e/9     | Demi-finaliste | —                 | Jodie Taylor (9)                 | Vlatko Andonovski           | 3 824             |
| 2019   | 24               | 10               | 8                | 6                | 27               | 27               | 38               | 4e/9     | Demi-finaliste | —                 | Bethany Balcer (6)               | Vlatko Andonovski           | 5 213             |
| 2020   | 4                | 1                | 1                | 2                | 6                | 8                | 4                | 7e/9     | —              | Quarts de finale  | Bethany Balcer (3)               | Farid Benstiti              | 0                 |
| 2021   | 24               | 13               | 3                | 8                | 37               | 24               | 42               | 2e/10    | Demi-finaliste | 2e de conf. ouest | Bethany Balcer (9)               | Farid Benstiti Laura Harvey |                   |
| 2022   | 22               | 11               | 7                | 4                | 32               | 19               | 40               | 1er/12   | Demi-finaliste | Demi-finaliste    | Bethany Balcer Megan Rapinoe (7) | Laura Harvey                |                   |
| 2023   | 22               | 9                | 5                | 8                | 29               | 24               | 32               | 4e/12    | Finaliste      | Demi-finaliste    | Bethany Balcer (6)               | Laura Harvey                |                   |
| 2024   | 26               | 6                | 5                | 15               | 27               | 44               | 23               | 13e/14   |                |                   |                                  | -                           |                   |

1. ↑  Résultats des NWSL Fall Series 2020.
2. ↑  Saison jouée à huis clos en raison de la pandémie de Covid-19.

## Personnalités du club

### Joueuses emblématiques

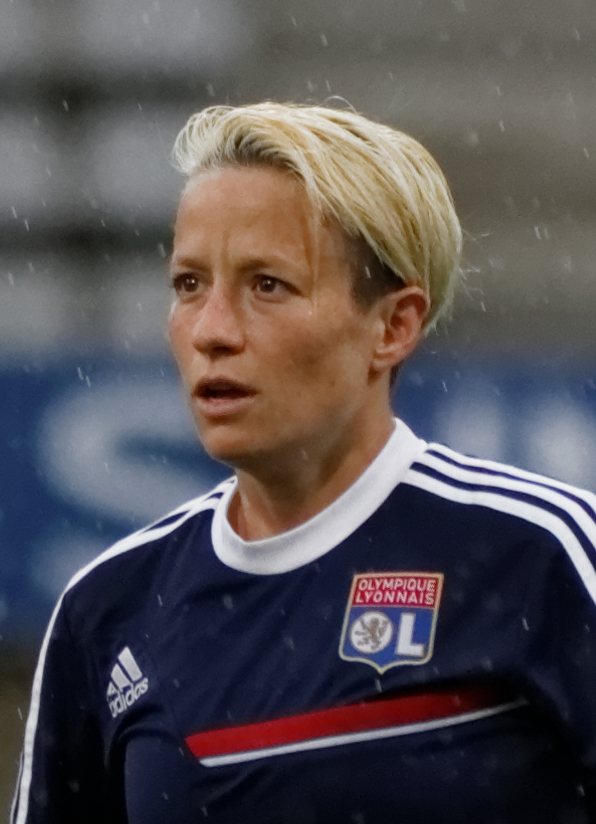
Megan Rapinoe lors de son prêt à l'Olympique lyonnais en 2013.

Angleterre
- Jodie Taylor

 Brésil
- Angelina

 Canada
- Quinn

 Costa Rica
- Shirley Cruz Traña

 Écosse
- Kim Little

 États-Unis
- Bethany Balcer
- Lauren Barnes
- Alana Cook
- Sofia Huerta
- Rose Lavelle
- Allie Long
- Megan Rapinoe
- Hope Solo
- Phallon Tullis-Joyce
- Bev Yanez

 Japon
- Nahomi Kawasumi

 Pays de Galles
- Jess Fishlock

### Entraîneurs
- déc. 2012-nov. 2017 :  Laura Harvey
- 2018-oct. 2019 :  Vlatko Andonovski
- jan. 2020-juil. 2021 :  Farid Benstiti
- juil. 2021-août 2021 :  Sam Laity (intérim)
- août 2021 - :  Laura Harvey

## Rivalités
Le Reign est opposé aux Portland Thorns dans le Cascadian derby (en référence à la Cascadia), à l'image de leurs homologues masculins des Seattle Sounders face aux Portland Timbers. Le record d'affluence de la NWSL est battu à cette occasion le 22 juillet 2015 avec 21 114 spectateurs venus assister à la victoire du Reign au Providence Park de Portland. Le 29 août 2021, le derby bat à nouveau le record d'affluence de NWSL avec 27 248 spectateurs, cette fois au Lumen Field de Seattle, et une nouvelle victoire du Reign (2-1, doublé de Rapinoe).
En 2022, le Reign dépasse les Thorns lors de la dernière journée de saison régulière pour remporter le Shield d'un seul point. Ce sont malgré tout les Thorns qui remporteront le titre après les play-offs.
Si le bilan des confrontations entre les deux clubs est équilibré, le Reign n'a jamais battu les Thorns lors d'un match à élimination directe. Les Thorns ont d'ailleurs gagné trois fois les play-offs, que le Reign n'a jamais remportées.
| Compétition      | V  | N | D  | BP | BC |
| ---------------- | -- | - | -- | -- | -- |
| Saison régulière | 13 | 5 | 8  | 36 | 24 |
| Play-Offs        | 0  | 0 | 1  | 1  | 2  |
| Challenge Cup    | 1  | 1 | 1  | 2  | 3  |
| 2020 Fall Series | 0  | 0 | 2  | 2  | 6  |
| Total            | 14 | 6 | 12 | 41 | 35 |

Mise à jour le 24 octobre 2022.

## Clubs partenaires
Depuis qu'il appartient à OL Groupe, en décembre 2019, le Reign a évidemment un partenariat avec la section féminine de l'Olympique lyonnais. Cette relation a notamment abouti au prêt lors de la saison 2021 de trois joueuses lyonnaises (Sarah Bouhaddi, Eugénie Le Sommer et Dzsenifer Marozsán) dans le club américain,.

En février 2023, le club annonce un nouveau partenariat avec la section féminine du Club América, en Liga MX Femenil. Les trois clubs doivent échanger des informations et des compétences en matière de recrutement, de scouting, de préparation physique ou encore de marketing. Des matches amicaux sont également prévus. Le 25 février, le Reign remporte le premier match amical face au Club América, organisé pour sceller le partenariat, sur une score de 3-1.

Blason de l'Olympique lyonnais.
Blason du Club América.

## Statistiques individuelles
Mise à jour le 24 octobre 2022.

### Joueuses les plus capées

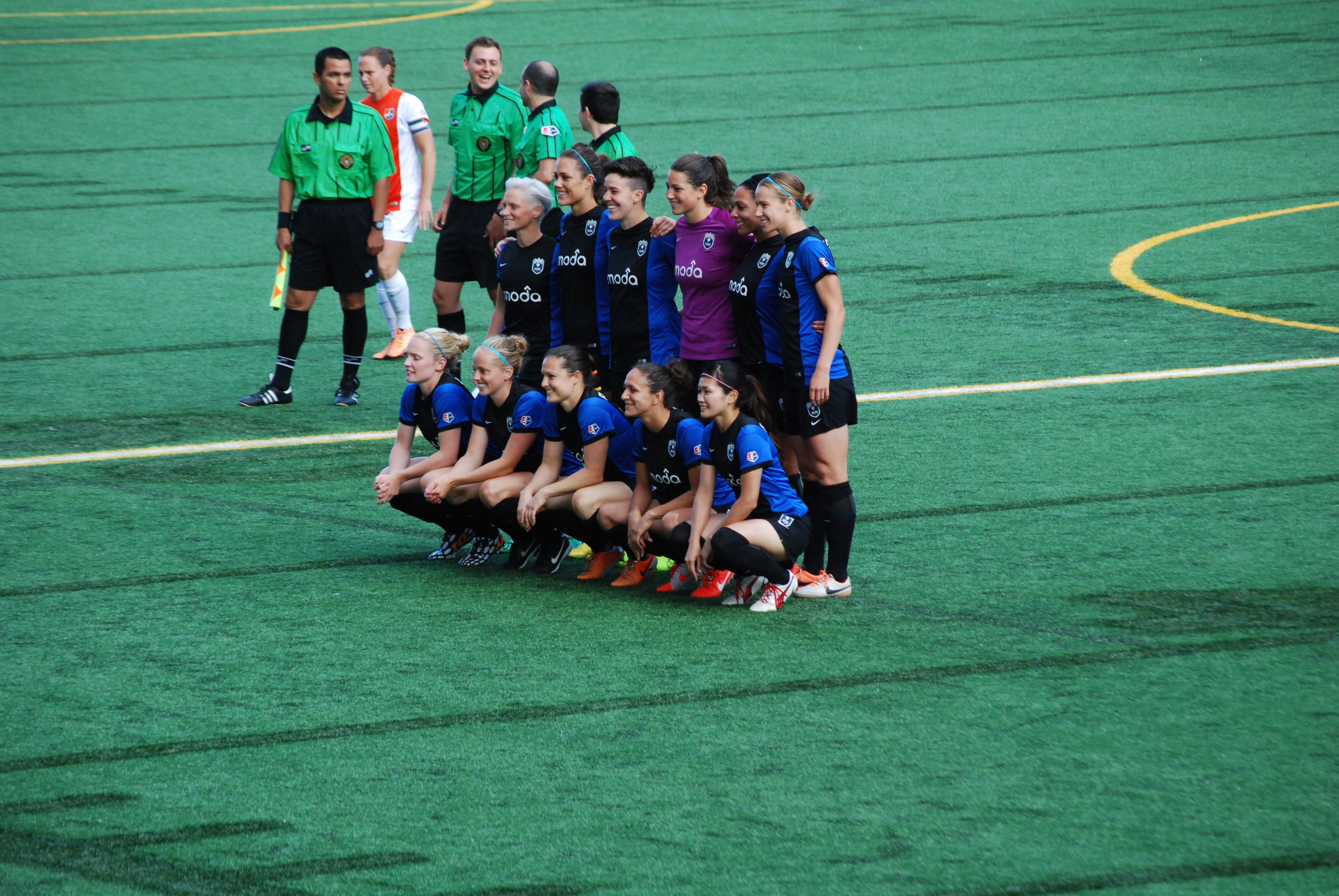
Le Reign en 2014.

| Rg  | Joueuse            | Saisons              | Matches |
| --- | ------------------ | -------------------- | ------- |
| 1.  | Lauren Barnes      | 2013-                | 209     |
| 2.  | Jess Fishlock      | 2013-                | 182     |
| 3.  | Bev Yanez          | 2014-2019            | 129     |
| 4.  | Megan Rapinoe      | 2013-                | 111     |
| 5.  | Bethany Balcer     | 2019-                | 88      |
| 6.  | Kristen McNabb     | 2017-2021            | 87      |
| 6.  | Keelin Winters     | 2013-2016            | 87      |
| 8.  | Elli Read          | 2013-2017            | 80      |
| 9.  | Kim Little         | 2014-2016, 2022      | 73      |
| 10. | Steph Cox          | 2013-2015, 2019-2021 | 70      |
| 10. | Kirsten Dallstream | 2013-2019            | 70      |
| 10. | Nahomi Kawasumi    | 2014, 2016-2018      | 70      |

### Meilleure buteuses

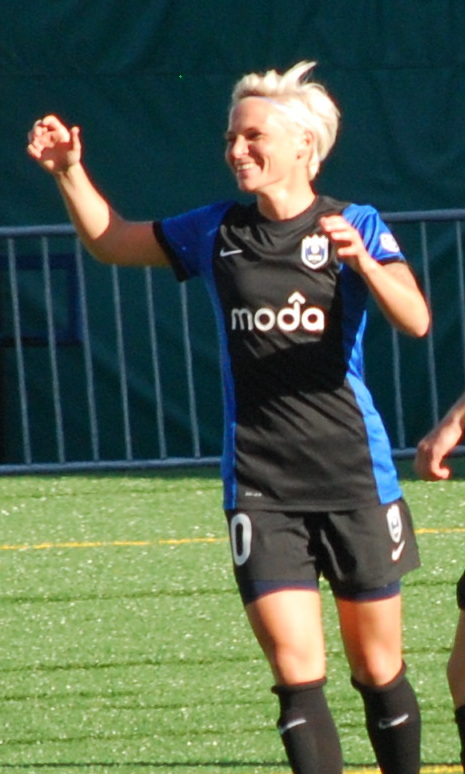
Jess Fishlock avec le Reign en 2014.

| Rg | Joueuse           | Saisons         | Buts |
| -- | ----------------- | --------------- | ---- |
| 1. | Megan Rapinoe     | 2013-           | 50   |
| 2. | Jess Fishlock     | 2013-           | 39   |
| 3. | Kim Little        | 2014-2016       | 33   |
| 4. | Bethany Balcer    | 2019-           | 27   |
| 5. | Bev Yanez         | 2014-2019       | 25   |
| 6. | Nahomi Kawasumi   | 2014, 2016-2018 | 18   |
| 7. | Jodie Taylor      | 2018-2020       | 14   |
| 8. | Eugénie Le Sommer | 2021            | 8    |
| 9. | Rose Lavelle      | 2021-           | 7    |
| 9. | Manon Melis       | 2016            | 7    |